# Hyas alutaceus
Hyas alutaceus (лат.) — вид морских крабов из рода Hyas семейства Oregoniidae надсемейства Majoidea. Арктика, северная часть Тихого океана и северо-западная Атлантика: от Японии до Курильских островов и на север до Аляски, моря Бофорта, затем с востока на запад Гренландии. Донное животное, диапазон глубин 30—538 м. Встречается на илистом, песчаном или гравийном субстрате. Охранные статус вида не оценивался, он безвреден для человека и не является объектом промысла.